# Steve Poltz
Steve Poltz (Halifax, 19 febbraio 1960) è un cantautore, chitarrista e armonicista canadese.
Membro fondatore della band indie rock The Rugburns, è meglio conosciuto per essere il coautore della canzone di Jewel You Were Meant for Me; ha lavorato con lei in molte occasioni, come in tour, nei suoi album di platino e di diamante e in singoli.

## Album
- One Left Shoe (Mercury, 1998)
- Conversations Over a Cerveza (Mercury, 1998)
- Answering Machine (Scam-o-Rama Records)
- Live at Largo (98 Pounder, 2000)
- Chinese Vacation (98 Pounder, 2003)
- Answering Machine, Version 2.0 (TBA) (Scam-o-Rama Records)
- The Barn with Songs by Steve Poltz (98 Pounder, 2007)
- Traveling/Unraveling (98 Pounder, 2008)
- Dreamhouse (98 Pounder, 2010)

## Singoli
- Silver Lining (Polygram, 1998)